# اس‌اس تیمز
اس‌اس تیمز (به انگلیسی: SS Thames) یک کشتی بود. این کشتی در سال ۱۸۲۷ ساخته شد.